# Chrám svaté Kristýny (Paříž)
Chrám svaté Kristýny (francouzsky Église Sainte-Nino de Paris) je ortodoxní farní kostel v 15. obvodu v Paříži, v ulici Rue de la Rosier. Chrám slouží gruzínské komunitě a je zasvěcen svaté Kristýně (gruzínsky Nině), patronce Gruzie. Farnost není součástí Gruzínské pravoslavné církve, ale Konstantinopolského patriarchátu.

## Historie
V roce 1922 po obsazení Gruzie Rudou armádou emigrovala politická elita do Francie, kde se utvořila gruzínská komunita, především v Leuville-sur-Orge. V roce 1929 byla založena farnost, kterou uznal Konstantinopolský patriarchát a francouzské úřady. V roce 1973 farnost získala stávající kostel sv. Kristýny. V roce 1977 se farnost připojila ke Sdružení pravoslavných biskupů ve Francii (Assemblée des évêques orthodoxes de France).